# Mátyás Csaba (erdőmérnök)
Mátyás Csaba (Marosvásárhely, 1943. július 15. –) magyar erdőmérnök, ökológus, egyetemi tanár, a Magyar Tudományos Akadémia rendes tagja. Kutatási területe az erdők genetikája és evolúcióökológiája, illetve az erdőnemesítés. 1989 és 1994 között az Erdészeti és Faipari Egyetem (2000-től a Nyugat-magyarországi Egyetem része) tudományos rektorhelyettese, 1998-tól az egyetem Környezettudományi Intézete igazgatója.

## Életpályája
1961-ben Sopronban, a Berzsenyi Dániel Gimnáziumban érettségizett, majd felvették az Erdészeti és Faipari Egyetemre. Az első két év elvégzése után 1963-ban ösztöndíjjal átkerült a Drezdai Műszaki Egyetemre és itt szerzett erdőmérnöki diplomát 1967-ben. Ezt követően rövid ideig gyakorló erdészként dolgozott, majd az Erdészeti Tudományos Intézet sárvári Erdészeti Magvizsgálati Laboratórium vezetőjévé nevezték ki. 1975-ben az intézet szombathelyi Kámoni Arborétumának lett vezetője. Itt 1986-ig dolgozott. Ezt követően visszatért az Erdészeti és Faipari Egyetemre, ahol a növénytani tanszék vezetőjévé nevezték ki egyetemi tanári beosztásban. Tisztségét 1994-ig töltötte be. Közben 1989 és 1994 között az egyetem tudományos rektorhelyettesi tisztségét is viselte. 1998-ban az egyetem Környezettudományi Intézetének igazgatójává nevezték ki. Magyarországi állásai mellett 1984 és 1986 között a Torontói Egyetem meghívott kutatója, 1994–1995-ben Fulbright-professzorként a kaliforniai Erdészeti Genetikai Intézet kutatója volt. 1997 és 2000 között Széchenyi professzori ösztöndíjjal kutatott.
1979-ben védte meg a mezőgazdasági tudományok kandidátusi, 1987-ben akadémiai doktori értekezését. Az MTA Erdészeti Bizottságának lett tagja, majd 1990 és 1996, valamint 2000 és 2008 között elnöke. Emellett bekerült a Környezettudományi Elnöki Bizottságba és a Veszprémi Akadémiai Bizottságba is. 2001 és 2004 között a Magyar Tudományos Akadémia közgyűlésének doktori képviselője volt, majd beválasztották az akadémia levelező, 2010-ben pedig rendes tagjai sorába. Akadémiai tisztségein kívül 1990 az Erdészeti Kutatóintézetek Nemzetközi Szövetsége genetikai alosztályának elnöke, 2001-ben a Magyar Akkreditációs Bizottság tagja lett. Az Acta Silviatica Lignaria című tudományos folyóirat főszerkesztője, valamint az Annals of Forest Science, a Forest Genetics és a Silvae Genetica szerkesztőbizottsági tagja.
Két lánya, hat unokája van.

## Díjai, elismerései
- Heinrich Cotta-érem (1967)
- Vadas Jenő-emlékérem (1987)
- Jánossy Andor-emlékérem (2000)
- Pro Silva Hungariae díj (2012)
- A Magyar Érdemrend középkeresztje (2013)

## Főbb publikációi
- A fenyők termesztése és a fenyőgazdálkodás (társszerző, 1978)
- An Introduction to Forest Tree Improvement (1983)
- Az erdők nagy képeskönyve (1986)
- Nemesített erdészeti szaporítóanyag-ellátás (1986)
- Genetics of Scots Pine (társszerk., 1991)
- Effect of Geographical Transfer on Growth and Survival of Jack Pine (Pinus banksiana Lamb) Populations (társszerző, 1992)
- Modeling Climate-change Effects with Provenance Test Data (1994)
- Erdei fák és cserjék elterjedése (1995)
- Erdészeti ökológia (1997)
- Perspectives of Forest Tree Breeding (1997)
- Forest Genetics and Sustainability (1999)
- Erdészeti-természetvédelmi genetika (2002)
- Bioclimate and Natural Hazards (2008)
- Climate Change at the Xeric Limits: An Ecological Time Bomb Stays Undetected (2010)
- Agrárklíma: az előrevetített klímaváltozás hatáselemzése és az alkalmazkodás lehetőségei; szerk. Bidló András, Király Angéla, Mátyás Csaba; NYME, Sopron, 2014
- Gének, ökoszisztémák, gazdálkodás : erdészet, paradigmaváltás után. Székfoglaló előadások a Magyar Tudományos Akadémián, 2014
- Agrárklíma 2.: Az előrevetített klímaváltozás hatáselemzése. Előzetes eredmények; szerk. Bidló András, Király Angéla, Mátyás Csaba; NYME, Sopron, 2016